# 阿涅内河

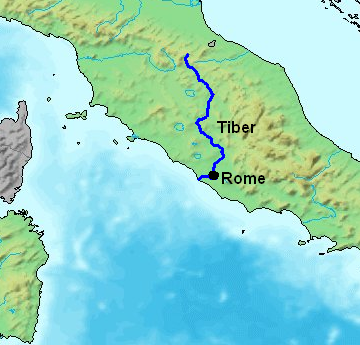

阿涅内河是位于意大利拉齐奥大区内的一条河流，全长约98公里。
阿涅内河发源于拉齐奥地区特雷维的山脉，向西流经苏比亚科、维科瓦罗和蒂沃利，最终注入台伯河。有四條古羅馬水道（瑪西亞水道、克勞狄水道、舊阿尼奧水道、新阿尼奧水道）以阿涅内河或其支流作為水源。